# Léon Young de Blankenheim
Léon Young de Blankenheim (ur. 13 grudnia 1837 w Chaumont, zm. 29 kwietnia 1863 pod Brdowem) – francuski oficer, podpułkownik w powstaniu styczniowym.

## Życiorys
Léon Young de Blankenheim (także jako: Léon Junck de Blankenheim) urodził się 13 grudnia 1837 w Chaumont. Posiadał tytuł hrabiego. Jego rodzicami byli Karl-Mathias (Charles-Mathieu) Junck (pochodzenia pruskiego i naturalizowany we Francji w 1818, kawaler Legii Honorowej) i Camille-Leocadie Audry.
Przed 1863 był oficerem armii francuskiej. Był żołnierzem 88 pułku piechoty liniowej, 92 pułku piechoty, w stopniu podporucznika służył w szeregach 28 pułku piechoty.
Został zwerbowany przez Hotel Lambert, po czym wziął dymisję z armii i jako ochotnik przyłączył się do powstania styczniowego po stronie polskiej. Otrzymał nominację na pułkownika. W marcu 1863 powierzono mu dowództwo jednego z trzech oddziałów ochotników tworzonych przez poznański Komitet Działyńskiego. Początkowo działał z oddziałem na ziemi kaliskiej. Po włączeniu ludzi pod komendą Seifrieda, Solnickiego i Oborskiego pułkownik Young de Blankenheim dowodził oddziałem liczącym prawie 100 ludzi. Brał udział w walkach na Kujawach. Brał udział w zwycięskiej II bitwie pod Nową Wsią 26 kwietnia 1863. Odznaczył się wtedy odwagą zatknąwszy swoją czapkę na pałasz poprowadził kosynierów do ataku. Trzy dni później 29 kwietnia 1863 mając pod komendą 500 ludzi został zaatakowany przez trzykrotnie liczniejsze siły wroga i poległ w bitwie pod Brdowem w okolicach Sempolina. Został wtedy postrzelony w klatkę piersiową, rzekomo nie śmiertelnie. Ranny został dobity przez Rosjan którzy dźgnęli go 34 razy bagnetem, a ponadto mieli mu też obciąć obie ręce. W tych walkach poległo kilku innych francuskich oficerów.
Został pochowany na cmentarzu parafii pw. Św. Wojciecha w Brdowie 5 maja 1863 w licznym pogrzebie. Nagrobek odnawiano w 1917, 1958, 2017.
W Nowinach Brdowskich, gdzie doszło do bitwy pod Brdowem postawiono pomnik ku czci Léona Younga de Blankenheima oraz innych powstańców, biorących udział w bitwie.